# София Елизабет фон Анхалт-Десау
София Елизабет фон Анхалт-Десау (на немски: Sophie Elisabeth von Anhalt-Dessau; * 10 февруари 1589, Десау; † 9 февруари 1622, Легница) от династията Аскани, е принцеса от Анхалт-Десау, последната абатеса на женския манастир Гернроде и чрез женитба херцогиня на Легница.

## Живот
Тя е най-възрастната дъщеря (първото дете) на княз Йохан Георг I фон Анхалт-Десау (1567 – 1618) и първата му съпруга Доротея фон Мансфелд-Арнщайн (1561 – 1594), дъщеря на граф Йохан Албрехт VI фон Мансфелд-Арнщайн (1522 – 1586) и първата му съпруга Магдалена фон Шварцбург (1530 – 1565). Сестра и Агнес Магдалена (1590 – 1626) се омъжва през 1617 г. за Ото фон Хесен-Касел (1594 – 1617).
София Елизабет се омъжва на 4 ноември 1614 г. в Десау за братовчед си херцог Георг Рудолф от Легница (1595 – 1653) от силезийските Пясти, син на херцог Йоахим Фридрих фон Бриг (1548 – 1602) и принцеса Анна Мария фон Анхалт (1561 – 1605). За сватбата им се пише книга. Тя е първата му съпруга. Те нямат деца. За нея Мартин Опиц пише стихотворения.
София Елизабет умира на 30 януари 1622 г. в Легница. Нейният съпруг се жени втори път на 25 ноември 1624 г. за принцеса Елизабет Магдалена фон Мюнстерберг-Оелс (1599 – 1631) и няма деца с нея.